# Jesús Quintero (futbolista venezolano)
Jesús Alejandro Quintero Briceño (Puerto La Cruz, Anzoátegui, Venezuela; 1 de febrero de 2001) es un futbolista venezolano que juega como defensa en el Deportivo Tachira de la Categoría Primera A de Venezuela. ahora estará en las filas del Caracas Fc 

## Trayectoria

### Monagas Sport Club
Entró al Monagas SC como refuerzo por un año, para el Torneo Clausura de 2016. Su primer gol con el Monagas SC lo consigue ante un encuentro de la Copa Venezuela 2016, por medio de un penal. Para el 31 de julio en el encuentro ante el Deportivo Táchira, logra dos goles para finalizar el partido 4 a 0. En un partido ante Llanero FC mete el primer gol del partido.

### Selección Venezuela
En octubre de 2023 es convocado a la Selección de fútbol sub-23 de Venezuela.

## Clubes
| Club                 | País      | Año         |
| -------------------- | --------- | ----------- |
| Deportivo Anzoátegui | Venezuela | 2019        |
| Deportivo Táchira    | Venezuela | 2019 - 2023 |
| Deportivo Pasto      | Colombia  | 2023 - 2024 |
| Deportivo Táchira    | Venezuela | 2024 - Act  |